# 半音

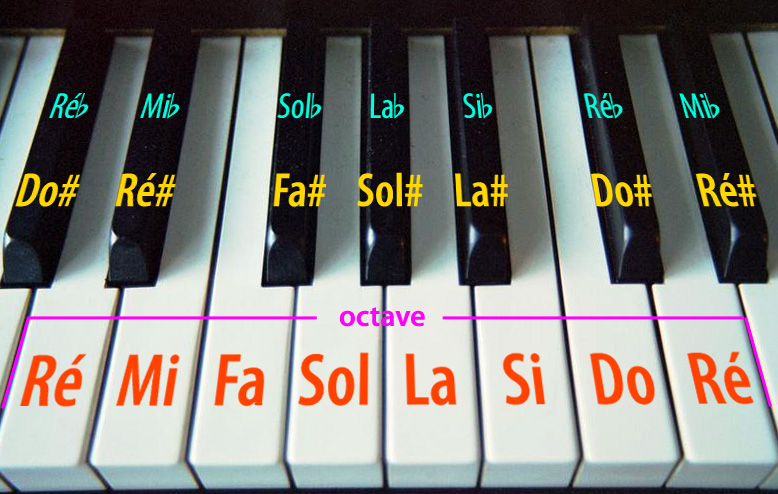
半音（半音音阶）

半音是音乐中的一个單位，代表鍵盤上兩個相鄰的音（即一個小二度或增一度，是最不協和的一個音程）。
十二平均律乃按照比例將音高频率將八度平均分成12份，每份是一個半音，例如C♯比C高半音。這些半音全部相等。但在其他音樂體系中，半音未必全部相等。